# Temple de Confucius de Qufu
Le temple confucéen de Qufu (en mandarin simplifié : 孔庙; en pinyin : Kǒng Miào) est le premier et le plus important temple confucéen. Le temple est situé dans la ville de Qufu dans la province du Shandong, en République populaire de Chine.
Depuis 1994, le temple est listé sur le patrimoine mondial de l'humanité en tant que partie du site : Temple et cimetière de Confucius et résidence de la famille Kong à Qufu.